# Autophila osthelderi
Autophila osthelderi là một loài bướm đêm trong họ Erebidae.